# 青森市立浪打小学校
青森市立浪打小学校（あおもりしりつ なみうちしょうがっこう）は、青森県青森市浪打一丁目にある公立小学校。正面の通りは浪打銀座通りでかつては大変賑わっていた。現在は個人商店が多く、わずかに市場が残っている事に面影をとどめるのみであるが、毎年8月上旬には2日間にわたり道路を封鎖して、夜店が軒を連ね、ビンゴ大会などが行われる浪打銀座祭りが開催されている。

## 基礎情報
- 所在地 - 浪打1丁目4-1
- 部活は野球部、陸上部、合唱部、鼓隊部、卓球部である。

## 沿革
- 1930年（昭和5年）
  - 1月17日 - 大字造道字浪打494番1号に浪打尋常高等小学校として、校舎竣工。
  - 5月12日 - として、児童尋常科1010名、高等科児童214名、教員23名で発足。創立記念式典挙行。
  - 8月 - 弓道場竣工。
  - 11月3日 - 校旗制定。
- 1932年（昭和7年）4月1日 - 高等科生は、市内全域の男児を対象とする。
- 1933年（昭和8年）11月3日 - 校歌制定。
- 1940年（昭和15年）5月18日 - 創立10周年記念式典挙行。
- 1941年（昭和16年）4月1日 - 国民学校令により、浪打国民学校に改称。高等科の学区を変更し、千刈・沖館・油川の各国民学校を除く、市内各国民学校初等科第六学年修了者を対象とした。
- 1944年（昭和19年）4月1日 - 学区を変更し、古川国民学校国民学校初等科第六学年修了者は沖館国民学校に入学。
- 1945年（昭和20年）9月10日 - 戦災により、消失した橋本・莨町・浦町の各国民学校の児童を収容。
- 1947年（昭和22年）4月1日 - 学校教育法（旧法）施行により、青森市立浪打小学校に改称。高等科生を野脇中学校に移籍。
- 1948年（昭和23年）
  - 3月31日 - 浪打中学校を併設。
  - 4月1日 - 本校学区が、堤川以東、根子堰以西となる。
- 1949年（昭和24年）8月23日 - 浪打中学校の新校舎完成し、移転。
- 1950年（昭和25年）5月12日 - 創立20周年記念式典挙行。
- 1952年（昭和27年）
  - 4月1日 - 合浦小学校開校により、児童に一部を転籍。
  - 9月12日 - 新校旗樹立式を行う。
- 1954年（昭和29年）5月15日 - 特殊教室（知的障害）開設。
- 1955年（昭和30年）
  - 4月11日 - 旧給食室を2教室に改造。
  - 6月11日 - 2教室増築。
- 1957年（昭和32年）4月1日 - 佃小学校開校により、児童の一部を転籍。
- 1960年（昭和35年）10月23日 - 創立30周年記念式典挙行。
- 1962年（昭和37年）11月15日 ｰ完全給食開始。
- 1967年（昭和42年）4月1日 - 学区変更により、佃小学校から児童の一部を転籍。
- 1970年（昭和45年）10月9日 - 創立40周年記念式典挙行。
- 1980年（昭和55年）
  - 4月1日 - 特殊学級（情緒・言語障害）開設。
  - 5月12日 - 創立50周年記念式典挙行。
- 1988年（昭和63年）4月1日 - 学区変更により、佃小学校児童の一部を編入。
- 1990年（平成2年）
  - 8月17日 - 新校舎竣工。
  - 10月26日 - 創立60周年記念式典挙行。
- 1992年（平成4年）
  - 3月12日 - 新体育館竣工。
  - 10月31日 - 校舎・体育館・校庭整備落成式挙行。
- 2020年（令和2年）11月20日 - 創立90周年記念式典挙行[1]。

## 学区
合浦（1丁目の一部・2丁目）、花園（1丁目の一部・2丁目）、浪打（1丁目・2丁目）、港町3丁目の一部、栄町2丁目の一部、佃（1丁目の一部・2丁目の一部・3丁目の一部）、松森1丁目の一部

## 児童数
| 学年 | 1年 | 2年 | 3年 | 4年 | 5年 | 6年 | 特別支援 | 合計 |
| ---- | --- | --- | --- | --- | --- | --- | -------- | ---- |
| 学級 | 1   | 2   | 1   | 2   | 2   | 2   | 5        | 15   |
| 児童 | 33  | 43  | 33  | 43  | 55  | 53  | 34       | 294  |

- 2023年（令和5年）4月7日時点。

## 参考資料
- 『新青森市史 別編教育（別巻） 年表・学校沿革』（青森市・2000年3月発行）「学校沿革 （一）小学校」140頁～141頁「浪打小学校 変遷」

## 小学校周辺
- ファミリーマート浪打銀座店
- 学校法人聖公会栄光学園聖アルバン幼稚園 - 進級前幼稚園のひとつ
- マックスバリュ浪打店
- ハッピー・ドラッグ青森浪打店
- 国道4号
- 青森明の星中学・高等学校
- 青森市保健所
- 青森県総合健診センター

## アクセス
- 青森市営バス「明の星高校前」バス停から、徒歩約340m・約5分。なお、国道4号線上のバス停からは、遠回りとなる。